# Раппапорт, Дэвид
Дэвид Раппапорт (англ. David Rappaport; 23 ноября 1951, Лондон — 2 мая 1990, Лос-Анджелес, Калифорния) — английский актёр театра, кино и телевидения (последнюю треть карьеры снимался в США). Всегда играл характерные оригинальные роли, так как был болен ахондроплазией, в связи с чем имел рост 119 см.

## Биография
Дэвид Стивен Раппапорт родился 23 ноября 1951 года в Лондоне в еврейской семье. Его отца звали Марк, он был таксистом; мать — Диана (до брака носила фамилию Шнейдерман). При рождении Дэвиду поставили диагноз — ахондроплазия (форма карликовости). Мальчик с детства увлекался музыкой, играл на аккордеоне и барабанах, последний навык он развивал всю жизнь и стал вполне профессиональным барабанщиком. В 1970 году поступил в Бристольский университет, где изучал психологию.
Окончив учёбу, Раппапорт улетел в США, но через полгода вернулся, чтобы жениться на своей подруге по колледжу, Джейн Уайтхед. Пара в 1975 году сочеталась браком, у них родился сын, которого назвали Джо (род. 1976 или 1977), Дэвид устроился работать школьным учителем. Через некоторое время (точная дата неизвестна) брак распался, и Раппапорт решил продолжить актёрскую карьеру, снова отправившись в США, это случилось в 1985—1986 годах. К тому времени он уже был достаточно известным актёром: сыграл в нескольких театральных постановках, телесериалах и кинофильмах.
В 1977 году стал «гражданином» виртуального государства Фрестония, где получил пост «министра иностранных дел». Его имя стало Дэвид Раппапорт-Брэмли, так как дополнение Брэмли был обязан брать каждый гражданин Фрестонии — это делалось для того, чтобы в случае конфликта с Советом Большого Лондона все жители этого государства рассматривались как одна семья.
С 1978 года стал достаточно активно сниматься для кино и телевидения и за 12 лет, до самой своей смерти в 1990 году, появился в примерно сорока́ работах.
В конце 1980-х годов у актёра развилось сильное депрессивное расстройство. В марте 1990 года он был приглашён сняться в эпизоде The Most Toys сериала «Звёздный путь: Следующее поколение». Он отыграл ряд сцен, но потом предпринял попытку самоубийства (отравившись выхлопными газами своего автомобиля), поэтому продюсеры срочно заменили такого ненадёжного актёра Солом Рубинеком; в итоге все сцены персонажа были пересняты с участием Рубинека. Сцены с участием Раппапорта не были уничтожены, и в 2013 году были включены в коллекционное Blu-ray Disc издание сериала.
2 мая 1990 года Раппапорт пришёл в парк «Лорел-Каньон» в долине Сан-Фернандо (Калифорния), и там покончил с собой, выстрелив в грудь из огнестрельного оружия.

## Фильмография

### Широкий экран
- 1973 — Турецкие наслаждения / Turks fruit — карлик (в титрах не указан)
- 1978 — Мистерии / Mysteries — карлик
- 1979 — Чёрный Джек / Black Jack — Армия Мальчика-с-пальчика[4]
- 1979 — Куба / Cuba — Иисус
- 1981 — Бандиты во времени / Time Bandits — Рэнделл
- 1984 — Легенда о сэре Гавейне и Зелёном рыцаре / Sword of the Valiant — Шалфей
- 1985 — Невеста / The Bride — Ринальдо

### Телевидение
- 1973 — Артур Бретонский[англ.] / Arthur of the Britons — деревянный человек (в эпизоде The Wood People)
- 1978 — Кто это сделал? / Whodunnit? — Коко (в эпизоде Final Trumpet)
- 1978 — Знаменитая пятёрка[англ.] / The Famous Five — ассистент мистера Ву (в 2 эпизодах)
- 1979—1980 — Не девятичасовые новости[англ.] / Not the Nine O'Clock News — разные роли (в 3 эпизодах)
- 1981—1982 — Вкусняшки[англ.] / The Goodies — робот • главарь карликов (в 5 эпизодах)
- 1982 — Молодые[англ.] / The Young Ones — Ширли • Фтамч (в 2 эпизодах)
- 1984 — Драмарама[англ.] / Dramarama — Люко (в эпизоде Mr. Stabs)
- 1986 — Удивительные истории / Amazing Stories — тролль (в эпизоде Gather Ye Acorns)
- 1986 — Хардкасл и Маккормик[англ.] / Hardcastle and McCormick — Клуракан (в эпизоде In the Eye of the Beholder)
- 1986 — Робин из Шервуда / Robin of Sherwood — Скалли (в эпизоде The Inheritance)
- 1986—1987 — Волшебник[англ.] / The Wizard[5][6] — Саймон МакКэй (в 19 эпизодах)
- 1987—1989 — Закон Лос-Анджелеса / L.A. Law — Гамильтон Шайлер (в 3 эпизодах)
- 1988 — Хуперман[англ.] / Hooperman — Ник Дерринджер (в 2 эпизодах)
- 1988 — Мистер Бельведер[англ.] / Mr. Belvedere — Гален Бельведер (в эпизоде Duel)
- 1989 — Питер Ганн[англ.] / Peter Gunn — Спек
- 1990—1991 — Команда спасателей Капитана Планеты / Captain Planet and the Planeteers — MAL, ИИ (в 4 эпизодах; озвучивание)[7]